# Drowned World Tour 2001
Drowned World Tour 2001 é o quinto álbum de vídeo da cantora e compositora estadunidense Madonna. Foi lançado em 13 de novembro de 2001 pela Warner Music Vision, Warner Reprise Video, e Maverick Records para acompanhar o segundo álbum de grandes êxitos da cantora, GHV2. O vídeo narra uma data ao vivo da Drowned World Tour, que visitou a Europa e a América do Norte, arrecadando mais de US$ 76,8 milhões (US $ 110,89 milhões em dólares em 2019) no total. Foi gravado no The Palace of Auburn Hills em Auburn Hills, Michigan, Michigan, em 26 de agosto de 2001 e foi originalmente transmitido ao vivo pela HBO como Madonna Live! Drowned World Tour 2001.
A Drowned World Tour 2001 2001 foi capturado com uma filmagem em alta definição de 14 câmeras. É apresentado em uma proporção de tela de 1.33:1 no DVD de camada única e dupla face; devido a essas dimensões, a imagem não foi aprimorada para televisores 16:9. O set list do concerto consistia principalmente em músicas dos dois últimos álbuns de estúdio Ray of Light e Music. Entre seus sucessos anteriores aos anos 90, apenas "Holiday" e "La Isla Bonita" foram adicionados ao set list. Após o lançamento, o vídeo recebeu uma resposta mista de críticos, que elogiaram a qualidade do som, mas criticaram a imagem ruim. Drowned World Tour 2001 tornou-se o quinto lançamento número um de Madonna na tabela Top Music Videos da Billboard e alcançou a certificação de platina lá, assim como na Austrália, Brasil, França e Reino Unido.

## Antecedentes
Drowned World Tour 2001 foi a quinta turnê musical de Madonna, realizada para promover seus sétimo e oitavo álbuns de estúdio, Ray of Light (1998) e Music (2000), respectivamente. Sua primeira turnê em oito anos desde o Girlie Show (1993), começaria originalmente em 1999, mas foi adiada para 2001 porque a cantora teve seu segundo filho, ela se casou com o diretor de cinema Guy Ritchie, gravou Music e filmou o filme The Next Best Thing. Quando finalmente foi decidido fazer a turnê, havia pouco tempo, então em apenas três meses foram realizadas audições para os dançarinos, os ensaios começaram e músicos e técnicos foram contratados; Madonna nomeou Jamie King como diretor criativo e coreógrafo principal. Jean-Paul Gaultier e os irmãos Dean e Dan Caten os designers foram inventadas e diferentes trajes tão indicando diferentes fases da carreira de Madonna. O pôster e o logotipo promocionais incluíam referências à Cabala, uma disciplina que a artista começou a estudar algum tempo antes.
As datas das turnês foram limitadas às cidades da Europa e dos Estados Unidos e se tornou a primeira e única turnê da Madonna a pular completamente o Canadá. Após o término da turnê, os relatórios da indústria mostraram que ela arrecadou US$ 76,8 milhões (US$ 110,89 milhões em 2019) no total, de quarenta e sete shows esgotados no verão e, eventualmente, tocou na frente de 730,000 pessoas nos EUA e Europa, com média de US $ 1,6 milhão (US $ 2,31 milhões em dólares em 2019) por cocnerto. A Drowned World Tour se tornou a turnê de maior bilheteria de 2001 por um artista solo, bem como a quarta maior bilheteria entre todos, atrás do U2, NSYNC, e os Backstreet Boys. A Drowned World recebeu as nomeações para os prêmios Grande Turnê do Ano e Produção de Palco Mais Criativa no Pollstar Awards 2001, mas os perdeu para o U2.

## Desenvolvimento

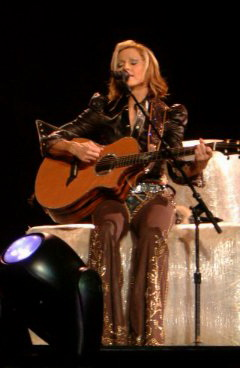
Madonna começou o terceiro segmento do show performando "I Deserve It".

O show foi gravado em 26 de agosto de 2001 e transmitido ao vivo pela HBO no Palace of Auburn Hills em Auburn Hills Míchigan, assistido por uma multidão de 17,000 pessoas. Conhecida como Madonna Live! — Drowned World Tour 2001, a transmissão foi anunciada por Nancy Geller, vice-presidente sênior da HBO Original Programming. Ela comentou: "É emocionante termos Madonna de volta, porque sabemos que será um show espetacular, com a combinação de seu incrível talento e estilo extravagante que somente Madonna pode trazer". A transmissão foi produzida por Marty Callner e dirigida por Hamish Hamilton. A transmissão foi a primeira de Madonna desde 1993, quando Madonna Live Down Under: The Girlie Show de Sydney, Austrália, tornou-se o programa original mais assistido da HBO do ano.
Três meses depois, um vídeo intitulado Drowned World Tour 2001 foi lançado em todas as regiões em 13 de novembro de 2001, no mesmo dia em que seu segundo álbum de compilação, GHV2, foi lançado. Drowned World Tour 2001 foi capturado com uma filmagem em alta definição de 14 câmeras. É apresentado em uma proporção de tela de 1,33: 1 no DVD de camada única e dupla face; devido a essas dimensões, a imagem não foi aprimorada para televisores 16:9. Três faixas de áudio foram disponibilizadas — uma faixa DTS, uma faixa Dolby Digital 5.1 e uma faixa Dolby Digital.2.0 Faixa estéreo. Uma galeria de fotos foi incluída como um recurso de bônus. As fotografias usadas na embalagem do DVD foram tiradas pela amiga de Madonna, Rosie O'Donnell. O grupo de Manhattan Effanel Music, uma empresa de gravação remota multitrilha móvel e portátil e sua subdivisão, o L7 Group, fizeram os trabalhos de gravação e pós-produção no DVD.

## Recepção crítica
"Nitidez foi a questão principal. Desde o início da apresentação, senti a imagem muito suave. Alguns close-ups foram aceitos como nítidos e distintos, mas além desses, boa parte do concerto parecia embaçada e mal definido. A suavidade não foi consistente, pelo que quero dizer que algumas cenas pareciam mais nebulosas do que outras.No entanto, grande parte do show foi afetada por essa definição de poço, e o projeto como um todo parecia embaçado e sem delineamento muito bom.

—Jacob Jacobson explicando os problemas com a qualidade da imagem do DVD.
A Drowned World Tour 2001 recebeu resposta mista dos críticos. Darryl Sterdan, da Jam!, comentou que "mesmo que o show não seja exatamente alucinante — o trabalho de arame ao estilo Matrix provavelmente parecia muito mais legal do que na TV ... o aparelho tem hits suficientes para torná-lo um documento histórico decente". De acordo com Ben Wener, do Orlando Sentinel, Drowned World Tour 2001 foi 'o mesmo show de arregalar os olhos ao ar no verão passado na HBO, apenas com o som muito superior e imagem espumante'. Um revisor do DVD.net classificou o vídeo em seis de dez e o áudio em nove de dez. A revisora elogiou o DVD dizendo que "este é um lançamento de qualidade que destaca uma artista de verdade e que está no topo de seu jogo e, pelo que vale a pena, ela provavelmente está entre as melhores no que faz".
Colin Jacobson, do site do DVD Movie Guide, reclamou da falta de nitidez e comentou: "Francamente, estou sem entender como é que um vídeo tão pouco atraente chega às prateleiras". Ele também criticou a falta de conteúdo extra, mas elogiou o som do DVD. Jacobson deu as classificações de imagem, som e extras do lançamento de D+, A-, D, respectivamente. Aaron Beriele, do site DVD Talk, compartilhou as opiniões de Jacobson, dizendo que era "um show maravilhoso de Madonna e só posso imaginar como era estar lá. Quanto ao DVD, ele oferece excelente qualidade de áudio, mas apenas qualidade de imagem mais ou menos. Ainda assim, é um programa fantástico e o DVD ainda recebe uma recomendação".
A transmissão da HBO ganhou a categoria Melhor concerto de TV no AOL TV Viewer Awards de 2002. Também foi indicado para Melhor Coreografia e Trajes em Destaque para uma Programação de Variedades, Não-ficção ou Realidade no 54º Primetime Emmy Awards.  Em janeiro de 2002, foi relatado pela Billboard que o Drowned World Tour 2001 foi considerado "muito explícito" em Cingapura e proibido de ser liberado lá. O Conselho de Censores de Cinema de Cingapura, conhecido como Autoridade de Desenvolvimento de Mídia (MDA), se ofendeu com duas cenas durante o interlúdio "What It Feels Like for a Girl", em particular sequências de animação de inspiração japonesa que mostravam um monstro acariciando e estuprando uma garota asiática. A administração de Madonna debateu se lançaria uma versão editada do álbum de vídeo na região.

## Desempenho comercial
Nos Estados Unidos, o lançamento estreou no topo da parada Billboard Top Music Videos. Foi o quinto lançamento de Madonna a alcançar o número um na tabela. Na semana seguinte, caiu para o número dois sendo substituído do topo pelo vídeo de Britney Spears, Britney: The Videos. O Drowned World Tour 2001 esteve presente por um total de 20 semanas na tabela e foi certificado em platina pela Recording Industry Association of America (RIAA) pela comercialização de mais de 100,000 cópias do lançamento. Até setembro de 2010, vendeu 144,000 cópias nos Estados Unidos, de acordo com a Nielsen SoundScan.
Em 24 de dezembro de 2001, o álbum estreou no número seis na tabela de DVDs na Austrália e esteve presente por três semanas. Foi certificada como platina na região pela Australian Recording Industry Association (ARIA) pelas vendas superiores a mais de 15,000 cópias. Drowned World Tour 2001 estreou no número três na tabela suéca de DVDs, tornando-se sua posição de pico, enquanto na Dinamarca alcançou o pico do número cinco. O DVD também foi certificado como platina no Brasil e no Reino Unido pela Associação Brasileira dos Produtores de Discos (ABPD) e British Phonographic Industry (BPI), respectivamente, pela comercialização de 50,000 cópias.

## Equipe
Créditos adaptados das notas do DVD do Drowned World Tour 2001.
- Madonna – artista principal
- Hamish Hamilton – diretor
- Marty Callner – produtor
- Randall Gladstein – produtor
- Jamie King –  direção de produção de palco
- Jean-Paul Gaultier – fantasias
- Dean and Dan Cate do DSquared2 – fantasias
- Dolce & Gabbana – fantasias
- Donatella Versace – fantasias
- Catherine Malandrino – fantasias
- Alex Magno – coreógrafo
- Dago Gonzalez – diretor de vídeo
- Stuart Price – direção musical, teclados, baixo
- Marcus Brown – teclados
- Monte Pittman – guitarra
- Ron Powell – percussão
- Steve Sidelnyk – bateria
- Christian Vincent – dançarino principal
- Niki Haris – vocais, vocais de apoio
- Donna De Lory – vocais, vocais de apoio
- Ruthy Inchaustegui – dançarino
- Nito Larioza – dançarino
- Tamara Levinson – dançarino
- Anthony Jay Rodriguez – dançarino
- Jamal Story – dançarino
- Kemba Shannon – dançarino
- Eko Supriyanto – dançarino
- Jull Weber – dançarino
- Addie Yungmee – dançarino
- Kevin Reagan – design, direção de arte
- Photonica – fotografia da contracapa
- Rosie O'Donnell – fotografia de capa e embutimento
- Cream Cheese Films/Tadpole Films Inc. – produtora

## Faixas
| N.º            | Título                                                   | Duração |  |
| 1.             | "Drowned World/Substitute for Love"                      | 6:24    |  |
| 2.             | "Impressive Instant"                                     | 3:55    |  |
| 3.             | "Candy Perfume Girl"                                     | 4:56    |  |
| 4.             | "Beautiful Stranger"                                     | 4:35    |  |
| 5.             | "Ray of Light"                                           | 6:10    |  |
| 6.             | "Paradise (Not for Me)"                                  | 4:04    |  |
| 7.             | "Frozen" (Open Your Heart swell)                         | 5:11    |  |
| 8.             | "Nobody's Perfect"                                       | 4:03    |  |
| 9.             | "Mer Girl (Parte 1)"                                     | 0:10    |  |
| 10.            | "Sky Fits Heaven"                                        | 7:04    |  |
| 11.            | "Mer Girl (Parte 2)"                                     |         |  |
| 12.            | "I Deserve It"                                           | 4:29    |  |
| 13.            | "Don't Tell Me"                                          | 4:46    |  |
| 14.            | "Human Nature"                                           | 3:17    |  |
| 15.            | "The Funny Song"                                         | 4:33    |  |
| 16.            | "Secret"                                                 | 4:19    |  |
| 17.            | "Gone"                                                   | 3:39    |  |
| 18.            | "Don't Cry for Me Argentina" (Instrumental)              | 2:25    |  |
| 19.            | "Lo Que Siente la Mujer" (What It Feels Like for a Girl) | 5:24    |  |
| 20.            | "La Isla Bonita"                                         | 6:41    |  |
| 21.            | "Holiday"                                                | 5:52    |  |
| 22.            | "Music"                                                  | 5:50    |  |
| Duração total: | Duração total:                                           | 105:00  |  |

Lista de faixas de acordo com o verso do lançamento do DVD do Drowned World Tour 2001 nos EUA.

## Desempenho nas tabelas musicais

### Tabelas semanais
| Tabela musical (2001–02)          | Melhor posição |
| --------------------------------- | -------------- |
| Austrália (Australian Top 40 DVD) | 6              |
| Dinamarca (Hitlisten)             | 5              |
| Estados Unidos (Top Music Videos) | 1              |
| Países Baixos (MegaCharts)        | 1              |
| Reino Unido (UK Albums Chart)     | 5              |
| Suécia (Sverigetopplistan)        | 3              |
| Suíça (Schweizer Hitparade)       | 6              |

| Tabela musical (2001)             | Posição |
| --------------------------------- | ------- |
| Austrália (Australian Top 40 DVD) | 26      |

| Tabela musical (2002)             | Posição |
| --------------------------------- | ------- |
| Austrália (Australian Top 40 DVD) | 22      |

## Vendas e certificações
| Região                                                                                             | Certificação | Vendas  |
| -------------------------------------------------------------------------------------------------- | ------------ | ------- |
| Austrália (ARIA)                                                                                   | Platina      | 15,000^ |
| Áustria (IFPI Áustria)                                                                             | Ouro         | 5,000*  |
| Brasil (Pro-Música Brasil)                                                                         | Platina      | 50,000* |
| Estados Unidos (RIAA)                                                                              | Platina      | 144,000 |
| França (SNEP)                                                                                      | Platina      | 40,000^ |
| Reino Unido (BPI)                                                                                  | Platina      | 50,000^ |
| ^distribuições baseadas apenas na certificação *números de vendas baseados somente na certificação |              |         |